# Villa (Leon Battista Alberti)
Villa es el título de un tratado de arquitectura de Leon Battista Alberti, sobre las villas campestres (villa rustica).
La obra, que de hecho es una ampliación de lo que ya se exponía en De re aedificatoria (ca. 1450) es uno de los primeros estudios sobre el tema, que en el periodo (el Quattrocento) estaban viviendo un momento de transformación, pasando de ser fortificaciones medievales (castillos) a verdaderos lugares de placer (locus amoenus) suntuosamente decorados y abiertos a magníficos jardines.
En particular el tratado de Alberti oficializó y promovió este cambio de tendencia, a través del redescubrimiento de los textos clásicos de Lucio Anneo Séneca, Marco Terencio Varrón, Marco Valerio Marcial y Catón el Viejo sobre el tema.
Alberti indica que las villas campestres son una construcción muy importante para la cual se deben considerar toda una serie de condiciones antes de proceder a su edificación. La elección del terreno (emplazamiento) debe basarse en la valoración de una zona geográfica ideal, con un clima templado, y bien conectada por un sistema viario con los centros habitados más vecinos; la zona debe ser rica en agua y sol, resguardada por la altura. La actividad agrícola y ganadera debe asegurar un rendimiento constante a la villa.
Refiriendo la articulación interna de la villa, indica, por ejemplo, cómo los antiguos preferían colocar el pórtico hacia el Sur, de manera que se obtiene más calor en invierno y más frescor en verano, cuando el sol está respectivamente más bajo o más alto en su zenit y sus rayos por tanto pueden o no penetrar en el interior.
Entre las villas realizadas según esta teoría están algunas villas mediceas del entorno de Florencia, las primeras de ellas la villa de Fiesole y la villa medicea de Poggio a Caiano.
Se conservan los jardines de Villa Quaracchi, la residencia campestre que el rico mercader florentino Giovanni Ruccellai encargó a Alberti, además de otras obras en la ciudad.